# Приказ золотого и серебряного дела
Приказ золотого и серебряного дела (Золотой приказ, Золотая палата, Серебряный приказ, Серебряная палата) — центральные государственные учреждения, относившееся к дворцовому ведомству.
По функционалу — руководство ювелирными работами для нужд царского и патриаршего двора. Изготовлении ювелирных изделий для дворцового обихода, царских регалий, государственных и приказных печатей, наградных чаш и ковшей. Отделке парадного и наградного оружия, окладов церковных книг и икон, церковной утвари и другое. Занимался приемом из приказов и закупкой серебряной и золотой монеты (любекских ефимков, венгерских золотых) и драгоценных камней. 
Как правило находились под управлением глав Оружейной палаты. В первые годы существования находились в ведении думных дьяков Посольского приказа.
Существовал уже в начале XVII века. Неволин полагал, что начало его следует отнести ко времени учреждения звания оружейничего.
В приказ этот набирались из разных городов на вечную службу мастера и им давалось погодное жалованье. Серебро и золото присылалось из Приказа Большой казны и из казённого двора.

### Серебряный приказ (1598—1699)
Возник в конце XVI века, как учреждение, контролировавшее придворную ювелирную мастерскую. Серебряный приказ обычно находился под общим управлением с Золотым приказом (палатой) и выполнял ювелирные работы для царского и патриаршего дворов. Мастера Серебряного приказа оценивали стоимость иностранных товаров и посольских даров, пробировали изделия мастеров Серебряного ряда в Москве и иностранную монету, закупавшуюся на московский монетный двор. В штате Серебряного приказа состояло до 40 мастеров (в 1665—1700) — знаменщики, басемщики, резчики, сканщики, финифтьщики. Серебряный приказ был ликвидирован указом от 19 февраля 1700 года. Мастера серебряного дела были переведены в ведение Оружейной палаты.
Размещался в конце XVI — начале XVII веков в Московском Кремле напротив Потешного дворца. Часть мастерских приказа находились в бывшем доме боярина И. Н. Романова у Никитских ворот.

### Золотой приказ (1624—1700)
Впервые упоминается в 1624 году, как отдельно выделившейся самостоятельный приказ. Размещался в Золотой палате Московского Кремля напротив Потешного дворца, рядом с Серебряной палатой. В функции мастеров приказа, помимо ювелирных работ, входила служба по оценке иностранных товаров и посольских даров. В штат приказа, помимо администрации, входили 10—15 мастеров — алмазники, резчики, рудознатцы, сканщики, финифтьщики и другие. Ликвидирован указом от 19 февраля 1700 года с передачей мастерских в ведение Оружейной палаты.

## Руководители приказов[1]
| Года      | Приказ            | Ф,И,О главы                 | Примечания            |
| --------- | ----------------- | --------------------------- | --------------------- |
| 1624      | Золотой приказ    | Грамотин Иван Тарасьевич    |                       |
| 1626-1629 | Золотой приказ    | Телепнёв Ефим Григорьевич   |                       |
| 1630-1632 | Золотой приказ    | Стрешнев Василий Иванович   |                       |
| 1633-1638 | Золотой приказ    | Сицкий Юрий Андреевич       |                       |
| 1633-1638 | Золотой приказ    | Стрешнев Василий Иванович   | Первый раз: 1630—1632 |
| 1638-1643 | Золотой приказ    | Репнин Борис Александрович  |                       |
| 1643-1646 | Золотой приказ    | Силин Богдан (Захарий)      | Дьяк                  |
| 1646-1654 | Золотой приказ    | Пушкин Григорий Гаврилович  |                       |
| 1654      | Золотой приказ    | Копылов Афанасий            |                       |
| 1656-1679 | Золотой приказ    | Хитрово Богдан Матвеевич    |                       |
| 1680      | Золотой приказ    | Одоевский Василий Фёдорович |                       |
| 1680      | Золотой приказ    | Языков Иван Максимович      |                       |
| 1680-1682 | Золотой приказ    | Силин Б.                    | Первый раз: 1643—1646 |
| 1682-1688 | Золотой приказ    | Шереметев Пётр Васильевич   |                       |
| 1691      | Золотой приказ    | Лихачёв М. Т.               |                       |
| 1691-1694 | Золотой приказ    | Леонтьев Иван Юрьевич       |                       |
| 1697      | Золотой приказ    | Головин Фёдор Алексеевич    |                       |
| 1698-1700 | Золотой приказ    | Борин Я. К.                 | Дьяк                  |
| 1598-1599 | Серебряный приказ | Лодыгин Постник Дмитриевич  | Дьяк                  |
| 1613      | Серебряный приказ | Салтыков Михаил Михайлович  |                       |
| 1623-1626 | Серебряный приказ | К. Титов                    |                       |
| 1626-1638 | Серебряный приказ | Стрешнев Василий Иванович   |                       |
| 1638-1646 | Серебряный приказ | Репнин Борис Александрович  |                       |
| 1647-1654 | Серебряный приказ | Пушкин Григорий Гаврилович  |                       |
| 1656-1679 | Серебряный приказ | Хитрово Богдан Матвеевич    |                       |
| 1680      | Серебряный приказ | Одоевский Василий Фёдорович |                       |
| 1680-1682 | Серебряный приказ | Языков Иван Максимович      |                       |
| 1682-1688 | Серебряный приказ | Шереметев Пётр Васильевич   |                       |
| 1689-1691 | Серебряный приказ | Лихачёв М. Т.               |                       |
| 1691-1694 | Серебряный приказ | Леонтьев Иван Юрьевич       |                       |
| 1695-1696 | Серебряный приказ | Кормилицын Н.               | Дьяк                  |
| 1697      | Серебряный приказ | Головин Фёдор Алексеевич    |                       |
| 1698-1699 | Серебряный приказ | Кормилицын Н.               | Дьяк                  |